# Precious (film)
Pour les articles homonymes, voir Precious.
Pour plus de détails, voir Fiche technique et Distribution.
Precious ou La Véritable Precious Jones au Québec (Precious ou Precious: Based on the Novel "Push" by Sapphire) est un film dramatique américain réalisé et produit par Lee Daniels sur le scénario de Geoffrey S. Fletcher d'après le roman écrit par Sapphire (Ramona Lofton), mettant en scène Gabourey Sidibe dans le rôle-titre, Mo'Nique endossant la mère violente de cette dernière, Paula Patton en institutrice, Mariah Carey en assistante sociale et Lenny Kravitz en infirmier. Distribué par Lionsgate aux États-Unis et au Canada le 20 novembre 2009, ce film est sorti le 3 mars 2010 en France et en Belgique.
Le film est présenté au Festival de Cannes dans la catégorie Un certain regard, le 15 mai 2009.

## Synopsis
En 1987, Clarieece « Precious » Jones est une adolescente analphabète de 16 ans. Elle vit à New York, dans le quartier majoritairement Afro-Américain de Harlem, où elle occupe un logement social, dit de Section 8, avec sa mère, Mary, qui est sans emploi et passe l'essentiel de son temps devant la télévision. Mary inflige à Precious des violences physiques et verbales. La haine profonde de Mary pour sa fille vient du fait que Precious a été violée à plusieurs reprises par son propre père, Carl, ce qui a entraîné deux grossesses. La première fille de Precious, « Mongo » (abréviation de mongolienne), est trisomique et vit avec la grand-mère de Precious. Cependant, lorsqu'elle reçoit la visite des services sociaux, Mary force la famille à prétendre que Mongo vit avec elle afin de recevoir des allocations du gouvernement.
Quand Precious tombe enceinte pour la deuxième fois de son père, qui abandonne le foyer familial, Mme Lichtenstein, la directrice de l'école de Precious, cherche alors à la faire entrer dans une école alternative, où Precious pourrait avoir une nouvelle et meilleure vie. Precious s'échappe de son terrible quotidien en s'imaginant un monde différent où elle est aimée de sa famille.
Dans sa nouvelle école, elle rencontre sa nouvelle professeur, Mlle Blu Rain, qui veut l'aider à construire son avenir par la scolarité. Grâce à elle, Precious apprend les bases de la lecture et de l'écriture. Elle rencontre également à plusieurs reprises Mme Weiss, une assistante sociale, et lui révèle que son propre père est le père de sa fille et que cela sera également le cas de l'enfant qu'elle mettra au monde dans quelques mois. Ensuite, Precious vit un premier incident à l'école, où l'une de ses camarades de classe, Consuelo, l'agresse verbalement pendant un exercice d'orthographe.
Precious donne naissance à son deuxième enfant, un garçon qu'elle nomme Abdul. À l'hôpital, elle rencontre un aide-soignant, John McFadden, qui lui témoigne de la gentillesse et dont elle commence à tomber amoureuse. Lorsque Precious rentre à la maison avec son bébé dans les bras, Mary les frappe et les insulte car les révélations de Precious sur les mauvais traitements qu'elle a subis ont conduit à la suppression des allocations que touchait Mary. Au cours de la dispute, Precious pousse Mary contre un mur et s'enfuit de la maison avec Abdul. Mary manque de les tuer en lançant la télévision sur Precious depuis l'étage, Mary est bouleversée d'avoir cassé la télévision et de rage, elle brise les possessions de Precious. Il neige dehors et Precious ne sait pas où aller avec son jeune fils, alors elle s'arrête à la fenêtre d'une église et observe la chorale de Noël tout en imaginant qu'elle en fait partie.
Precious décide d'aller se reposer dans le hall de l'école et Miss Rain l'aide à trouver un refuge local. Pendant ce temps, Precious reste chez Miss Rain et découvre qu'elle vit avec sa partenaire et qu'elles sont lesbiennes. Le lendemain matin, Precious reçoit un cadeau de Noël de Miss Rain et se rend compte que malgré toutes les mauvaises choses que sa mère lui a toujours dites sur les homosexuels, elle vit dans cette maison dans un environnement très différent du sien. Miss Rain conseille à Precious de passer à autre chose.
La mère de Precious revient bientôt pour l'informer du décès de son père, atteint du sida. Precious se rend compte qu'elle aussi est atteinte de la maladie, car son père l'a agressée sexuellement. Mais heureusement, son fils Abdul est hors de tout danger. Precious est à nouveau attristée et voit le monde d'un point de vue sans amour et qu'elle a trop souffert. Pendant le cours, Precious fond en larmes et dit à Miss Rain que personne ne l'aime. Miss Rain répond que son fils l'aime et qu'elle aussi.
Découragée, elle vole son dossier dans le bureau de Mme Weiss. Alors qu'elle partage les détails de son dossier avec ses camarades, une nouvelle perspective sur la vie se développe. Plus tard, Precious rencontre sa mère dans le bureau de Mme Weiss. Les deux décident de mettre les choses au clair et de prendre une décision. Mme Weiss reproche à Mary les abus qu’a subis Precious sous son toit. Elles parlent également des viols que Precious a subis, c'est pourquoi elle a deux enfants.
Mary dit en larmes que c'était la faute de Precious ; que son père l'a violée parce qu'elle l'a quitté. De plus, Mary montre sa jalousie envers Precious, puisqu'elle a eu deux enfants pour son père. Precious se rend compte qu'elle ne pourra jamais avoir une relation saine avec sa mère. Precious reste distante, avant de partir, elle dit à sa mère qu'elle ne savait pas qui elle était vraiment jusqu'à ce jour, même après toutes les choses horribles qu'elle lui a faites et pour l'avoir laissée souffrir ; qu'elle n'a pas vu la vraie nature de Mary parce qu'elle ne voulait pas accepter que sa mère soit un monstre. Puis Precious lui dit qu'elle ne la reverra plus jamais, ni ses enfants. Mary demande à Mme Weiss de ramener Precious, mais Mme Weiss refuse.
Se concentrant uniquement sur sa capacité à aller de l'avant avec ses enfants, Precious prend la garde de Mongo et prévoit de recevoir un diplôme d'équivalence d'études secondaires. Elle se promène dans la ville avec les deux enfants, prête à commencer une nouvelle vie et à tout laisser derrière elle.

## Fiche technique
- Titre : Precious
- Titre québécois : La Véritable Precious Jones
- Titre original : Precious: adaptation du roman Push de Sapphire
- Réalisation : Lee Daniels
  - Premier assistant réalisateur : Chip Signore
  - Second assistant réalisateur : Tracey Hinds
- Scénario : Geoffrey S. Fletcher, d'après le roman Push de Sapphire
- Producteur : Lee Daniels, Gary Magness, Sarah Siegel-Magness
  - Coproducteur : Mark G. Mathis
  - Producteur exécutif : Oprah Winfrey, Tyler Perry, Tom Heller, Lisa Cortes
  - Producteur associé : Andy Sforzini, Asger Hussain
- Société de production : Lee Daniels Entertainment, Smokewood Entertainment Group
- Distribution :
  -  États-Unis : Lionsgate
  -  France : ARP Sélection
- Direction artistique : Matteo De Cosmo
- Casting : Billy Hopkins, Jessica Kelly
- Effets spéciaux : Peter Kunz, Robert J. Scupp
- Effets visuels : Dan Schrecker
- Décors : Kelley Burney, Paul Weathered
- Costumes : Marina Draghici
- Photographie : Andrew Dunn
- Montage : Joe Klotz
- Musique : Mario Grigorov
- Budget : 10 000 000 de dollars
- Pays : États-Unis
- Langue : anglaise
- Format : Couleur - 1.85 : 1, 35mm
- Son : DTS, Dolby Digital, SDDS
- Genre : Drame
- Durée : 109 minutes
- Sortie :
  -  États-Unis,  Canada : 20 novembre 2009
  -  France,  Belgique : 3 mars 2010

## Distribution
- Gabourey Sidibe (VF : Claudia Tagbo ; VQ : Pascale Montreuil) : Claireece « Precious » Jones
- Mo'Nique (VF : Félicité Wouassi ; VQ : Johanne Léveillé) : Mary Lee Johnston
- Paula Patton (VF : Emmanuelle Rivière ; VQ : Valérie Gagné) : Mme Rain
- Mariah Carey (VF : Olivia Dalric ; VQ : Anne Dorval) : Mme Weiss
- Lenny Kravitz (VF : Frantz Confiac ; VQ : Éric Bruneau) : John McFadden
- Sherri Shepherd (VF : Martine Maximin ; VQ : Isabelle Miquelon) : Cornrows
- Nealla Gordon (VF : Caroline Beaune ; VQ : Madeleine Arsenault) : Lichtenstein
- Stephanie Andujar (VF : Céline Melloul ; VQ : Magalie Lépine-Blondeau) : Rita
- Chyna Layne (VF : Céline Ronté ; VQ : Rose-Maïté Erkoreka) : Rhonda
- Amina Robinson (VF : Ilana Castro) : Jermaine Hicks
- Ashley Livingston : la fille avec Jermaine
- Xosha Roquemore (VF : Fily Keita) : Jo Ann
- Angelic Zambrana (VF : Agathe Schumacher) : Consuelo
- Bill Sage (VF : Mathieu Buscatto ; VQ : Frédéric Paque) : M. Wicher

## Production

### Choix des interprètes
Lors du choix des acteurs ouvert à travers tout le pays sans condition de caractéristiques physiques précises, Gabourey Sidibe a été choisie parmi environ quatre cents jeunes filles pour endosser le rôle-titre Precious.
Helen Mirren, à l'origine, était officiellement choisie pour le rôle de l'assistante sociale, mademoiselle Weiss, avant qu'elle ne l'abandonnât sur-le-champ. Le réalisateur Lee Daniels fit, deux jours avant le tournage, le choix de Mariah Carey pour la remplacer.

### Tournage
Le film a été tourné en seulement cinq semaines.
Lieux de tournage
- New York, États-Unis
  - Dyckman Street Subway Station, dans le quartier d'Inwood au nord de l'île de Manhattan
  - Fort George Hill
  - M&G Diner, dans le quartier d'Harlem (où Precious vola des morceaux de poulet)
  - Public School 79, au Harlem
  - Hotel Theresa

## Distinctions

### Festivals
- États-Unis :
  - 16 janvier 2009 au Festival du film de Sundance
  - 3 octobre 2009 au Festival du film de New York
  - 8 octobre 2009 au Festival du film de Mill Valley
  - 14 octobre 2009 au Festival international du film de Chicago
  - 19 octobre 2009 au Festival du film de Heartland
  - 23 octobre 2009 au Festival du film d'Austin
  - 1er novembre 2009 à L’Institut du film américain
  - 4 novembre 2009 au Marché du film américain
  - 12 novembre 2009 au Festival du film de Denver
- France :
  - 15 mai 2009 au Festival de Cannes
  - 11 septembre 2009 au Festival du cinéma américain de Deauville
- Canada :
  - 13 septembre 2009 au Festival international du film de Toronto
  - 7 octobre 2009 au Festival international du film de Vancouver
- Pays-Bas :
  - 14 septembre 2009 au Festival du film d'Outre-Atlantique
- Espagne :
  - 19 septembre 2009 au Festival de Saint-Sébastien
  - 20 septembre 2009 au Festival de Saint-Sébastien
- Belgique :
  - 14 octobre 2009 au Festival international du film de Flandre-Gand
- Royaume-Uni :
  - 23 octobre 2009 au Festival du film de Londres
- Norvège :
  - 19 novembre 2009 au Festival international du film d'Oslo

### Récompenses
Festival du film de Sundance, le 16 janvier 2009
- Grand Prix du Jury pour Precious
- Prix du Public pour Precious

Academy Awards, le 7 mars 2010
- Meilleure actrice dans un second rôle pour Mo'Nique
- Meilleur scénario adapté pour Geoffrey Fletcher

African-American Film Critics Association, le 14 décembre 2009
- Meilleur film pour Precious
- Meilleure actrice dans un second rôle pour Mo'Nique
- Meilleur réalisateur pour Lee Daniels
- Meilleur scénario pour Geoffrey Fletcher

Alliance of Women Film Journalists Award, le 15 décembre 2009
- Moment inoubliable pour Precious
- Meilleure actrice dans un second rôle pour Mo'Nique
- Meilleure performance pour Mo'Nique

Institut du Film Américain, le 13 décembre 2009
- 10 Best Films pour Precious

ASPEN Film Festival, du 30 septembre 2009 au 4 octobre 2009
- Audience Award pour Precious
- Artist To Watch Award pour Paula Patton

Black Reel Awards, le 13 février 2010
- Meilleur film Precious
- Meilleure actrice pour Gabourey Sidibe
- Meilleure révélation féminine pour Gabourey Sidibe
- Meilleure actrice dans un second rôle pour Mo'Nique
- Meilleure réalisation pour Lee Daniels
- Meilleur scénario, original ou adapté pour Geoffrey Fletcher
- Meilleur ensemble pour Precious
- Meilleure actrice dans un second rôle pour Mariah Carey

Boston Society of Film Critics, le 9 février 2010
- Meilleure actrice dans un second rôle pour Mo'Nique
- Meilleur casting pour Precious

British Academy Film Awards, le 21 février 2010
- Meilleure actrice dans un second rôle pour Mo'Nique

Capri Hollywood International Film Festival, le 2 janvier 2010
- Meilleure actrice dans un second rôle de l'année pour Mariah Carey

Central Ohio Film Critics Association Awards, le 7 janvier 2010
- Meilleure actrice dans un second rôle pour Mo'Nique

Chicago Film Critics Association, le 21 décembre 2009
- Meilleure actrice dans un second rôle pour Mo'Nique

Festival international du film de Chicago, le 22 octobre 2009
- Meilleur choix d'audience pour Precious

Broadcast Film Critics Association Award, le 15 janvier 2010
- Meilleure actrice dans un second rôle pour Mo'Nique

Dallas-Fort Worth Film Critics Association, le 16 décembre 2009
- Top 10 Films pour Precious
- Meilleure actrice dans un second rôle pour Mo'Nique
- Russell Smith Award pour Lee Daniels

Festival du cinéma américain de Deauville, le 13 septembre 2009
- Prix du jury pour Precious

Detroit Film Critics Society, le 18 décembre 2009
- Meilleure actrice pour Gabourey Sidibe
- Meilleure révélation féminine pour Gabourey Sidibe
- Meilleure actrice dans un second rôle pour Mo'Nique

Florida Film Critics Circle, le 21 décembre 2009
- Meilleure actrice pour Gabourey Sidibe
- Pauline Kael Breakout Award pour Gabourey Sidibe
- Meilleure actrice dans un second rôle pour Mo'Nique

Golden Globes Awards, le 17 janvier 2010
- Meilleure actrice dans un second rôle pour Mo'Nique

Heartland Film Festival, le 29 octobre 2009
- Truly Moving Picture pour Precious

Film Independent's Spirit Awards, le 5 mars 2010
- Meilleur film pour Precious
- Meilleur réalisateur pour Lee Daniels
- Meilleure actrice pour Gabourey Sidibe
- Meilleure actrice dans un second rôle pour Mo'Nique
- Meilleur premier scénario pour Geoffrey Fletcher

Iowa Film Critics, le 14 janvier 2010
- Meilleure actrice pour Gabourey Sidibe
- Meilleure actrice dans un second rôle pour Mo'Nique

Kansas City Film Critics Circle, le 3 janvier 2010
- Meilleure actrice dans un second rôle pour Mo'Nique

London Film Critics Circle, le 18 février 2010
- Actrice de l'année pour Mo'Nique

Los Angeles Film Critics Association, le 14 décembre 2009
- Meilleure actrice dans un second rôle pour Mo'Nique

### Nominations
Academy Awards, le 7 mars 2010
- Meilleur film pour Precious
- Meilleur réalisateur pour Lee Daniels
- Meilleure actrice pour Gabourey Sidibe
- Meilleur montage pour Joe Klotz

African-American Film Critics Association, le 14 décembre 2009
- Meilleure actrice pour Gabourey Sidibe

Alliance of Women Film Journalists Award, le 15 décembre 2009
- Meilleur film pour Precious
- Meilleur scénario adapté pour Geoffrey Fletcher
- Meilleure actrice pour Gabourey Sidibe
- Meilleure révélation féminine pour Gabourey Sidibe
- Meilleure performance pour Gabourey Sidibe
- Meilleur casting pour Precious
- Movie You Wanted To Love But Just Couldn't pour Precious

Black Reel Awards, le 13 février 2010
- Meilleure révélation féminine pour Paula Patton
- Meilleure révélation masculine pour Lenny Kravitz

British Academy Film Awards, le 21 février 2010
- Meilleur film pour Precious
- Meilleure actrice pour Gabourey Sidibe
- Meilleur scénario adapté pour Geoffrey Fletcher

Chicago Film Critics Association, le 21 décembre 2009
- Meilleure actrice pour Gabourey Sidibe
- Actrice la plus prometteuse pour Gabourey Sidibe

Broadcast Film Critics Association Award, le 15 janvier 2010
- Meilleur film pour Precious
- Meilleure actrice pour Gabourey Sidibe
- Meilleur réalisateur pour Lee Daniels
- Meilleur scénario adapté pour Geoffrey Fletcher

Detroit Film Critics Society, le 18 décembre 2009
- Meilleur ensemble pour Precious

Directors Guild of America Award, le 30 janvier 2010
- Outstanding Directorial Achievement pour Lee Daniels

21e GLAAD Media Awards, le 17 avril 2010
- Outstanding Film – Wide Release pour Precious

Golden Globes Awards, le 17 janvier 2010
- Meilleur film dramatique pour Precious
- Meilleure actrice dans un film dramatique pour Gabourey Sidbie

Houston Film Critics Society, le 19 décembre 2009
- Meilleur film pour Precious
- Meilleur réalisateur pour Lee Daniels
- Meilleure actrice dans un second rôle pour Mo'Nique
- Meilleure performance en tant qu'actrice pour Gabourey Sidibe
- Meilleur scénario pour Geoffrey Fletcher

## Autour du film
Mo'Nique avait déjà joué dans un film de Lee Daniels, Shadowboxer, en 2005, dans lequel elle incarnait un personnage appelé « Precious ».